# Ophiobyrsa compensata
Ophiobyrsa compensata är en ormstjärneart som beskrevs av Jean Baptiste François René Koehler 1930. Ophiobyrsa compensata ingår i släktet Ophiobyrsa och familjen skinnormstjärnor. Inga underarter finns listade i Catalogue of Life.